# Natalja Chrusjtjeljova
Natalja Chrusjtjeljova, född den 20 mars 1973, är en rysk före detta friidrottare som tävlade i medeldistanslöpning. 
Chrusjtjeljovas stora framgång kom när hon vid VM 2003 blev bronsmedaljör på 800 meter på tiden 2.00,29. Hon deltog även vid Olympiska sommarspelen 2004 där hon blev femma i sin semifinal och därmed misslyckades att ta sig vidare till finalen.
Hon deltog i det ryska laget på 4 x 400 meter vid EM 1994 och 1998. Laget blev båda gångerna silvermedaljörer.

## Personliga rekord
- 400 meter - 51,49
- 800 meter - 1.56,59